# Subaru Legacy
Subaru Legacy — среднеразмерный седан или универсал повышенной проходимости японской фирмы Subaru, выпускается с 1989 года, на международный рынок поставляется с 1990 года. В Австралии автомобиль имеет название Liberty. Согласно пресс релизу Subaru, приведённому в «Autoblog» в ноябре 2008 года, с начала производства в 1989 году было выпущено более 3.6 миллионов автомобилей Legacy. Как и большинство моделей этой компании, Legacy имеет полный привод.
Subaru Legacy был признан Автомобилем года в Японии в сезоне 2003—2004. Также получил специальный приз за соотношение цена-качество в 2009—2010 годы в премии «Автомобиль Года в Японии». (2009—2010)

## Второе поколение
В 1996 году в Японии была представлена комплектация GT-B, оснащенная стойками фирмы Bilstein. GT-B также отличалась доработанными фарами.

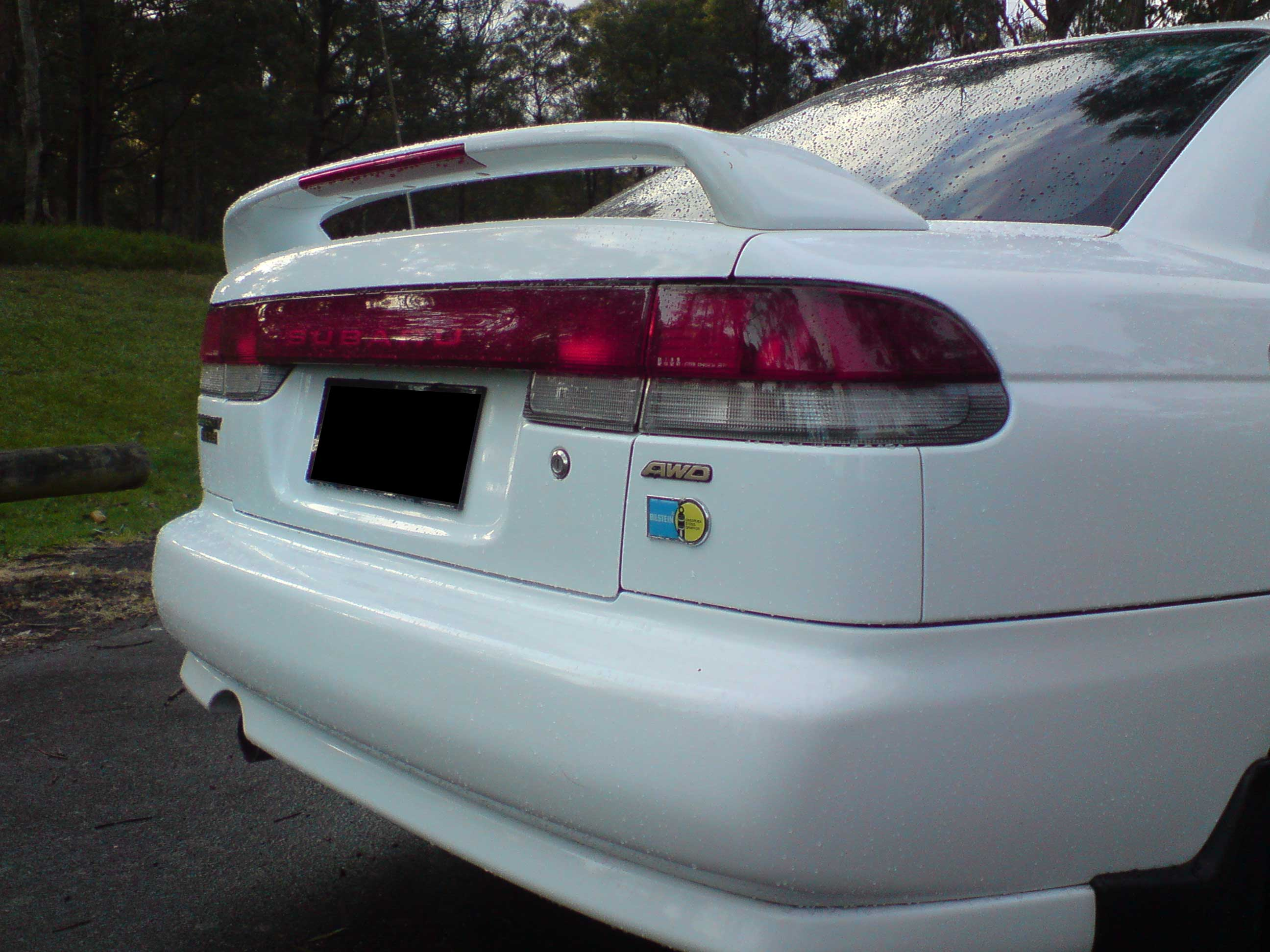
Subaru Liberty RX Bilstein Edition Sedan (Австралия) с прозрачными стеклами поворотников и желтыми лампами, с логотипом Bilstein
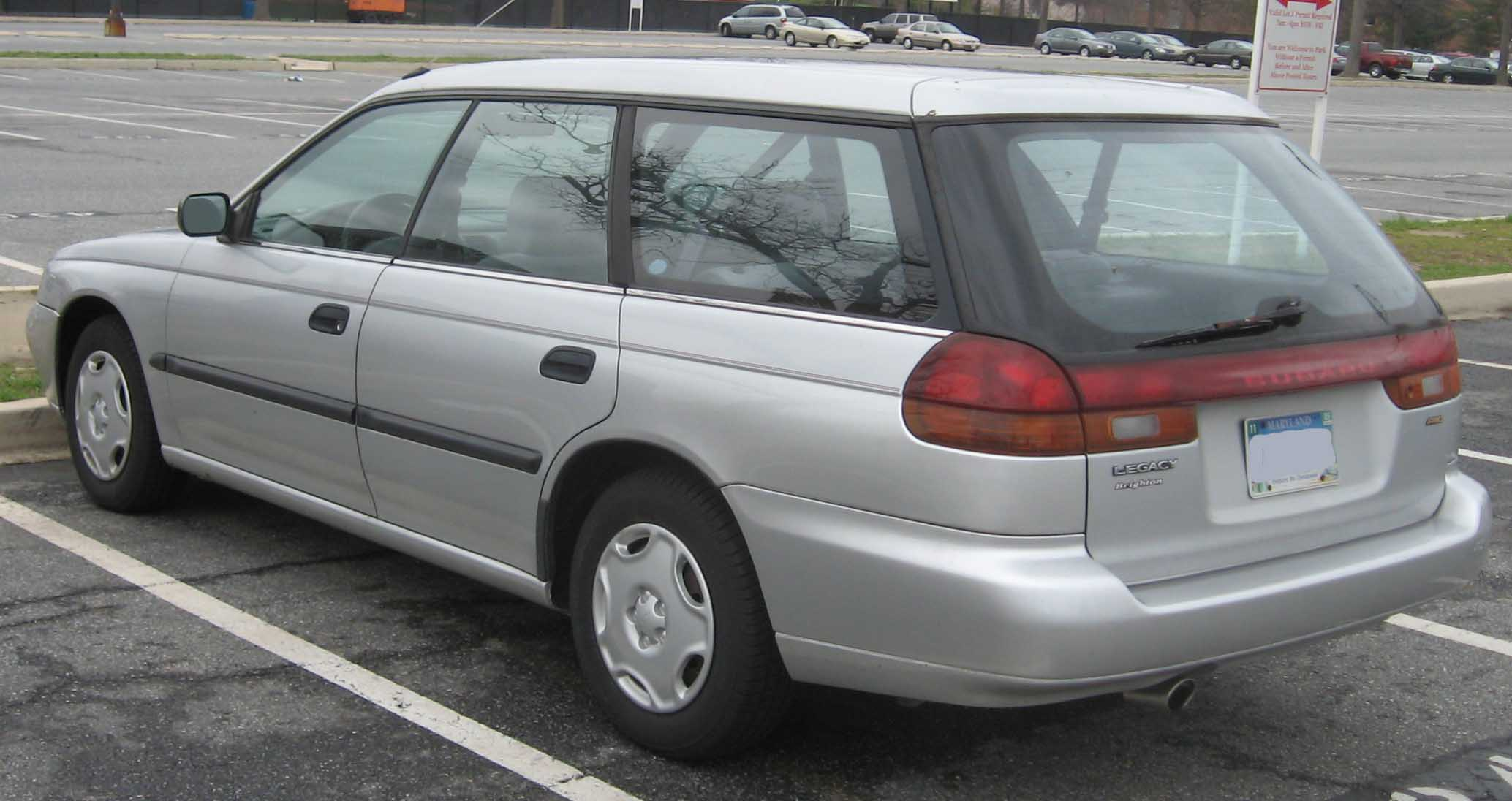
Subaru Legacy Brighton Wagon (US) с желтыми стеклами поворотников

## Третье поколение

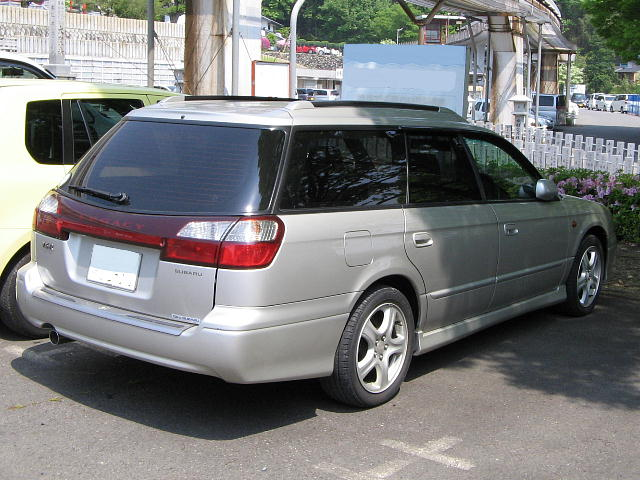
1998-2004 Subaru Legacy Touring Wagon (Япония) с прозрачными стеклами поворотников и желтыми лампами
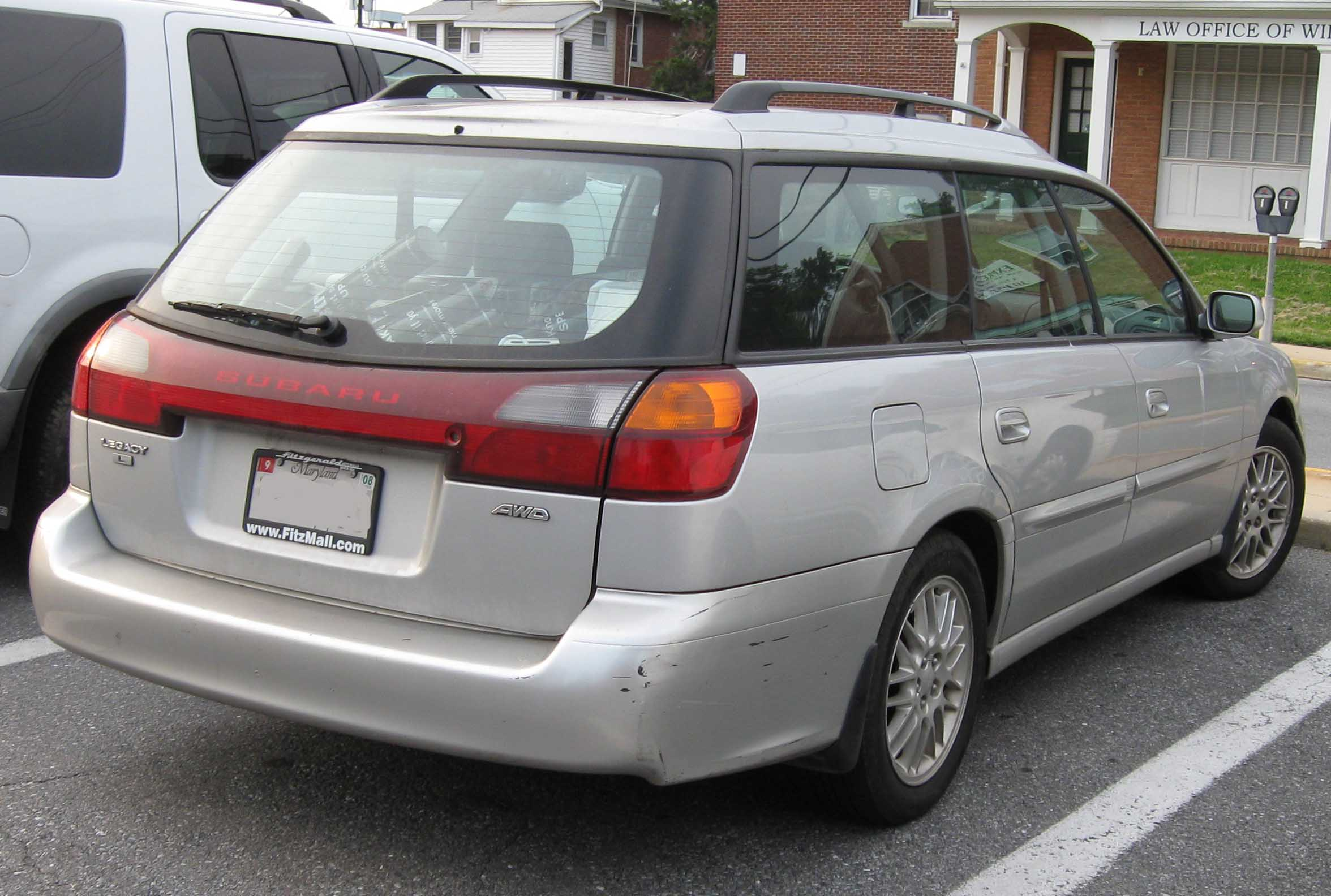
Subaru Legacy L Wagon (США) с желтыми стеклами поворотников
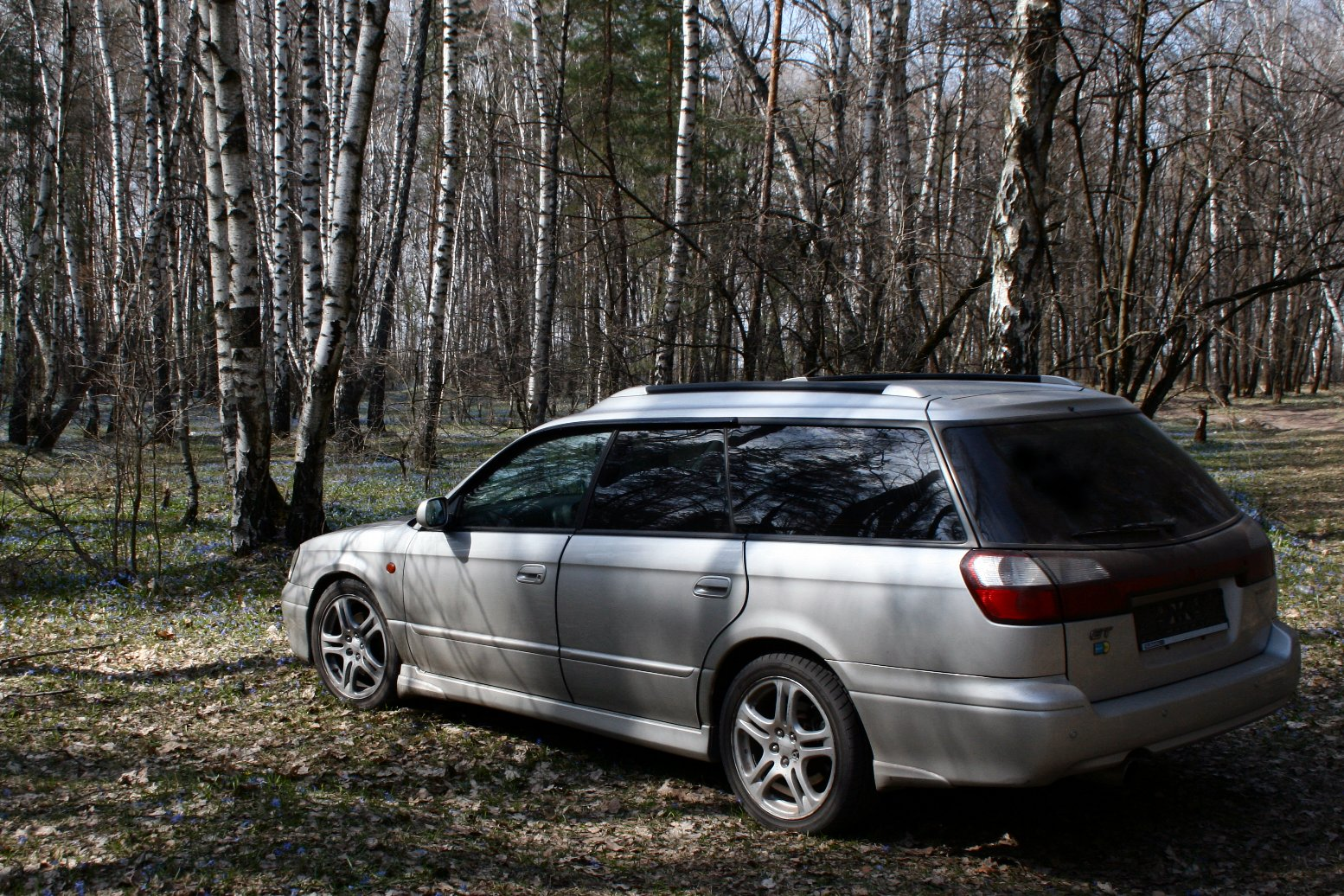
Subaru Legacy Wagon GT-B (Япония)

## Четвёртое поколение
С 10 мая 2008 года в Legacy, производимую для японского рынка, добавили новую опцию безопасности, названную EyeSight. Она состоит из двух камер, по одной с каждой стороны зеркала заднего вида, используемых для оценки расстояния до впередиидущего транспорта. Система помогает поддерживать безопасное расстояние на трассе, оповещает водителя в различных опасных ситуациях, и может даже следить за появлением пешеходов. В EyeSight была также встроена автономная система круиз-контроля.
В марте 2008 года компания запустила новые дизельные оппозитные двигатели для моделей Legacy и Outback, в которых доступна только ручная 6-ступенчатая коробка передач.
Дизельные Legacy и Outback были впервые официально представлены на автошоу в Женеве в марте 2008 года.

### STi S402
В 2003 модельном году Subaru продала ограниченную серию Legacy, разработанную её подразделением Subaru Tecnica International. Было выпущено только 400 экземпляров седана.

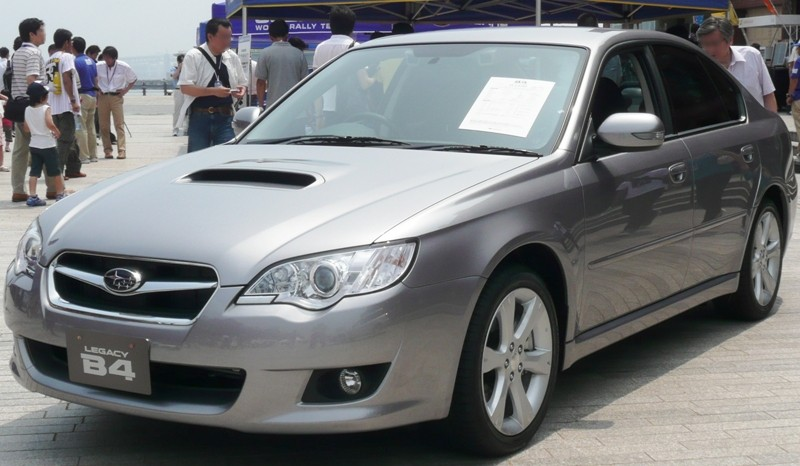
Subaru Legacy B4 sedan (Japan)
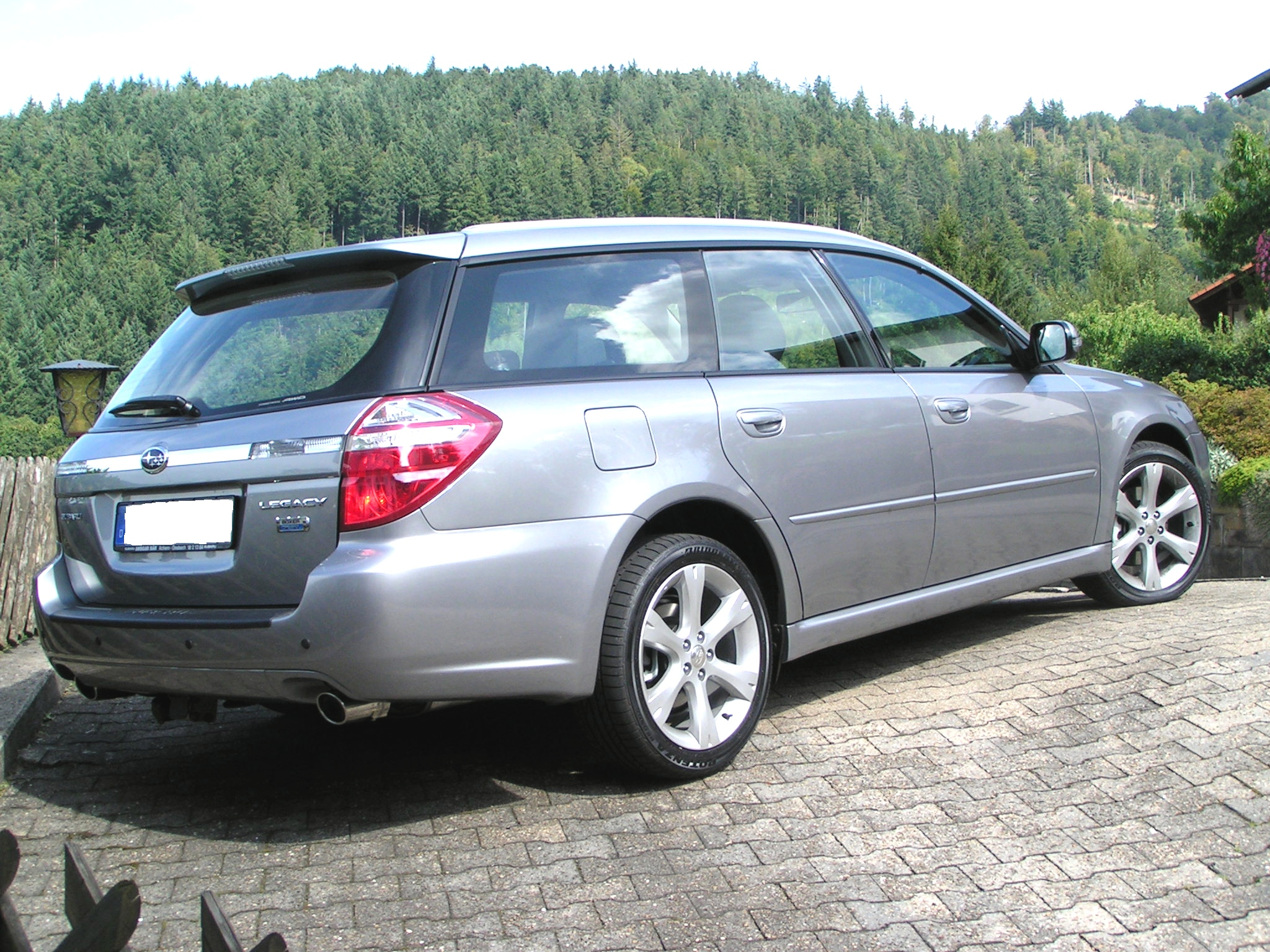
Subaru Legacy 2.0D diesel (Europe)

## Пятое поколение
Конструкция двигателя boxer позволила избавиться от вибраций, благодаря тому, что движение каждого поршня противоположно по направлению поршню в оппозитном цилиндре, что устранило необходимость использования малопроизводительного демпфера вибрации, крепящегося к передней части коленчатого вала. Двигателю boxer также свойственна вибрация, обусловленная наличием смещения оппозитных цилиндров относительно друг друга. Однако эта вибрация минимальна и исчезает полностью когда двигатель установлен в моторный отсек. Такое расположение двигателя также уменьшает негативное воздействие крутящего момента на управляемость автомобиля. Это достигается за счёт того, что приводные валы имеют одинаковые вес и длину, и расположены практически перпендикулярно трансмиссии.

## Шестое поколение
Шестое поколение Subaru Legacy дебютировало на Чикагском автосалоне 2014 года и пошло в производство в 2015 модельном году.

### Двигатели и трансмиссия
2,5-литровый оппозитный четырёхцилиндровый двигатель FB25 и 3,6-литровый оппозитный шестицилиндровый двигатель EZ36D перенесены из модели пятого поколения. Мощность четырёхцилиндровой модели немного увеличена до 175 л.с. (129 кВт; 173 л.с.). Шестицилиндровая модель осталась неизменной по сравнению с 3,6-литровым двигателем мощностью 256 л.с. (188 кВт; 252 л.с.).
Legacy по-прежнему уникально предлагает стандартный полный привод и горизонтально-оппозитную компоновку двигателя, но отказывается от механической коробки передач для рынка США в пользу вариатора Lineartronic CVT на обеих конфигурациях двигателя.  На рынке США в 2016 году Legacy достигает заметных 36 миль на галлон на шоссе при оснащении 2,5-литровым оппозитным четырёхцилиндровым двигателем.

## Седьмое поколение
Legacy седьмого поколения дебютировал на Чикагском автосалоне 2019 года 7 февраля 2019 года и будет продаваться в дилерских центрах США и Канады, начиная с третьего квартала 2019 года.  В отличие от предыдущих поколений, Legacy седьмого поколения будет не будет продаваться в Японии и Австралии из-за неутешительных продаж своего предшественника.  Legacy 2020 модельного года был переведен на Subaru Global Platform (SGP), которая более жесткая на кручение по сравнению с Legacy предыдущего поколения. Его внешний вид аналогичен модели предыдущего поколения, но фары и задние фонари немного рестайлинг. Недавно обновленный интерьер теперь оснащен 11,6-дюймовым сенсорным экраном во всех комплектациях, кроме базовой модели, которая имеет два 7-дюймовых дисплея.
Заметные механические изменения включают обновленный базовый двигатель FB25 , который теперь оснащен непосредственным впрыском, и 2,4-литровый оппозитный четырёхцилиндровый двигатель FA24 с турбонаддувом от Ascent для более высоких комплектаций, который заменяет устаревший 3,6-литровый оппозитный шестицилиндровый двигатель EZ36. 90% компонентов нового FB25 являются новыми по сравнению с его предшественником.
В США существует 5 комплектаций Legacy: Base, Premium, Limited, Sport и Touring XT.
В моделях Sport и Touring XT используется двигатель FA24F с турбонаддувом и прямым впрыском мощностью 260 л.с. при 5600 об/мин и 277 Нм при 2000–4800 об/мин. В версиях Base, Premium и Limited используется 2,5-литровый двигатель FB25 DOHC мощностью 182 л.с. при 5800 об/мин и 176 фунт-фут при 4400 об/мин (начиная с 2024 года).
Что касается безопасности, существует новая дополнительная система распознавания лиц , которая использует камеры для предупреждения водителя, если система обнаруживает, что он отвлечен или утомлен. 

## Автоспорт

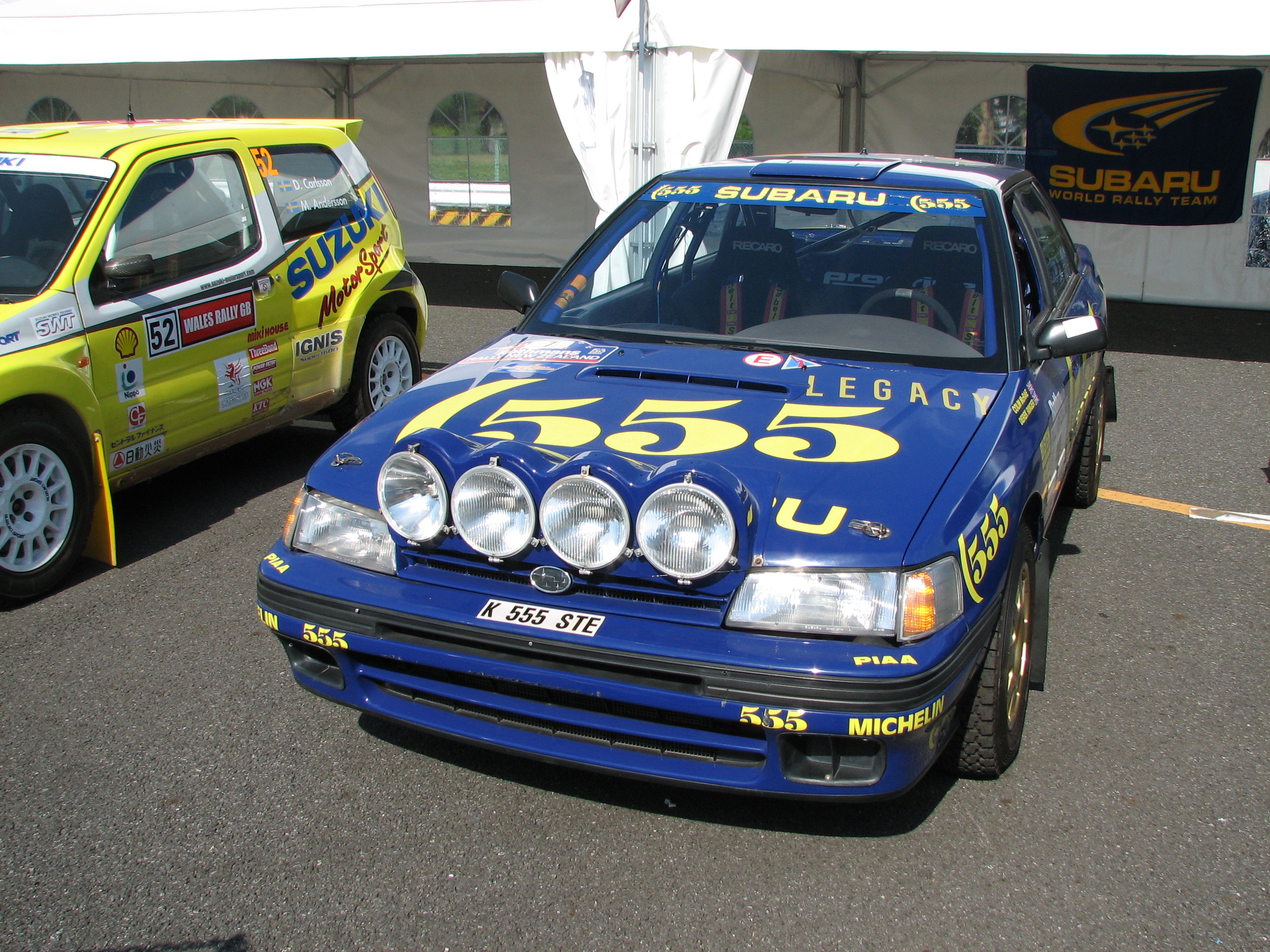
Subaru Legacy RS Turbo 555